# Леготкін Геннадій Іванович
Генна́дій Іва́нович Лего́ткін (26 квітня 1946 р.) — заслужений машинобудівник України, «Почесний громадянин міста Кременчук».

## Біографія
Геннадій Іванович Леготкін народився у місті Горькому (нині Нижній Новгород) РФ.
У 1954 р. сім'я переїхала до м. Кутаїсі, де батько працював на новозбудованому автомобільному заводі. У 1961 р. його перевели на Кременчуцький автозавод. Тут Г. І. Леготкін закінчив 9 класів школи № 18.
З 1963 р. працював на КрАЗі, одночасно закінчив школу робітничої молоді. В 1965 р. вступив до Харківського політехнічного інституту, який закінчив у 1971 р. за спеціальністю «Гусеничні та колісні машини».
Повернувся до Кременчука, працював на посадах помічника майстра, майстра, старшого майстра.
У лютому 1977 р. наказом генерального директора об'єднання «АвтоКрАЗ» переведений на Кременчуцький колісний завод, де працював на посадах заступника начальника цеху, начальника цеху, головного інженера підприємства.
Від лютого 1994 р. — директор заводу, з серпня 1994 — голова правління — директор ВАТ (відкритого акціонерного товариства) «Кременчуцький колісний завод», а з січня 2004 р. — голова правління. Після виходу на пенсію — голова наглядової ради ПАТ «Кременчуцький колісний завод», з 2021 р. — член наглядової ради ПАТ КВБЗ. Член Наглядової ради Кременчуцького національного університету імені Михайла Остроградського.
З 1994 р. — депутат міської ради трьох скликань.
Рішенням XXXIV сесії від 27 вересня 2001 року Кременчуцька міська рада за видатні особисті заслуги перед містом, активну громадську діяльність, розвиток вітчизняного машинобудування надала Леготкіну Геннадію Івановичу звання «Почесний громадянин міста Кременчука».

## Звання
- Заслужений машинобудівник України

## Нагороди
- ордени «За трудові досягнення» IV ступеня (2000), «За заслуги» ІІІ ступеня (2001);
- медаль «За трудову доблесть», Святого Миколи Чудотворця за благодійну діяльність;
- золоті призи «За краще торгове ім'я» (1995) та «За комерційний престиж» (1997) Міжнародного Клубу Промисловців;
- «Кришталевий Ріг достатку» Всеукраїнського рейтингу популярності в номінації «Краще стабільно працююче підприємство в машинобудівній галузі» (2000).